# BKR (kredietregistratie)
Stichting BKR, gevestigd te Tiel, is een Nederlands privaat kredietregistratiebureau. Het is in 1965 opgericht als Bureau Krediet Registratie en houdt van elke persoon met een in Nederland afgesloten krediet een elektronisch dossier bij in het Centraal Krediet Informatiesysteem (CKI). Het gaat onder andere om afgesloten kredietcontracten, zoals leningen, creditcards en debetfaciliteiten op betaalrekeningen.

## Achtergrond en geschiedenis
Waar er in de jaren vijftig nog een taboe lag op lenen, werd dit in de jaren zestig normaler. De Nederlandse banken en financiële dienstverleners zagen de aantallen problematische schulden oplopen en richtten in 1965 Bureau Krediet Registratie op. Het doel was en is het geven van informatie waarmee de kredietwaardigheid beoordeeld kan worden van mensen die een (nieuwe) lening aanvragen. Toen het BKR nog niet bestond, wonnen de instellingen informatie in bij familie en de omgeving van degene die een lening aanvroeg.
BKR geeft zelf geen oordeel of men wel of niet een lening kan krijgen. Een betalingsachterstand op een bestaande lening kan voor de geldverstrekker een reden zijn om geen nieuwe lening aan deze persoon te verstrekken, ter voorkoming van overcreditering. BKR beschermt financiële instellingen tegen kredietnemers die hun leningen niet kunnen aflossen en meent dat het bijdraagt aan het voorkomen van een maatschappelijk probleem, door consumenten te beschermen tegen overcreditering (te veel lenen). Volgens BKR had in 2017 een op de zes Nederlandse gezinnen financiële problemen.
Het BKR is vanaf de oprichting gevestigd in Tiel, zodat de metonymie 'hij is geregistreerd in Tiel' in Nederland vrij algemeen begrepen wordt als 'hij heeft een (ongunstige) kredietregistratie bij BKR'.

## De registratie
Anno 2017 waren van ongeveer 11 miljoen consumenten kredieten vanaf 250 euro geregistreerd, inclusief achterstanden. In 2006 waren dat er een kleine 10 miljoen. Het BKR bewaart gegevens over een lening tot vijf jaar na afloop. Hypothecaire leningen worden niet geregistreerd, tenzij de lener meer dan drie maanden zijn betalingsverplichtingen niet is nagekomen. In 2006 was deze termijn langer: 120 dagen, ongeveer vier maanden.
Er werken ongeveer 100 medewerkers op het kantoor in Tiel. Er zijn circa 863 aangesloten instellingen. Elke instelling met een bankvergunning is wettelijk verplicht aangesloten bij BKR. Het zijn echter niet alleen banken die zijn aangesloten, maar ook postorderbedrijven en leasemaatschappijen zijn aangesloten. Vanaf 1 mei 2017 worden nieuwe mobiele telefoons duurder dan 250 euro die in maandelijkse termijnen bij een telefoonabonnement worden verstrekt geregistreerd.
Kredietverstrekkers zijn wettelijk verplicht een BKR-toetsing te doen voordat zij een lening verstrekken. Dit gebeurt meer dan 10 miljoen keer per jaar. BKR brengt de aangesloten instellingen per toetsing een bedrag in rekening. BKR is een maatschappelijke organisatie (non-profit), die geen winst maakt.
Consumenten kunnen ook zelf hun gegevens bij BKR opvragen. Initieel moesten zij daarvoor betalen. Toen het inzagerecht van de AVG in werking trad liet het BKR consumenten één keer per jaar gratis hun gegevens opvragen, met een vertraging tot 28 dagen. Dit terwijl betalende klanten direct inzage krijgen. In 2020 kreeg BKR een recordboete opgelegd van de Autoriteit Persoonsgegevens voor deze gang van zaken.

### Geregistreerde gegevens
Geregistreerd worden kredieten met een minimale looptijd van 3 maanden, die zijn verleend aan een natuurlijke persoon (inclusief bijvoorbeeld ondernemers met een eenmanszaak), en die tussen een bepaalde ondergrens en bovengrens liggen. De geregistreerde kredietgegevens zijn:
- De hoogte van het krediet
- Het moment waarop het krediet ontstond
- De voorziene laatste aflossingsmaand
- De daadwerkelijke laatste aflossingsmaand
- De kredietsoort
- Eventuele bijzonderheden in de aflossing van het krediet

Het register bevat naast de kredietgegevens de volgende persoonsgegevens:
- Achternaam
- Voorletter(s)
- Geboortedatum
- Adres
- Woonplaats

## Achterstand en herstel
Bij BKR aangesloten organisaties zijn verplicht een betalingsachterstand op een overeenkomst te melden bij BKR. Zij zijn verplicht de consument te waarschuwen dat de achterstand bij BKR zal worden gemeld als hij of zij langer wacht met betalen. Het moment waarop deze melding plaatsvindt, hangt af van de soort overeenkomst. Deze periode tussen het moment dat de betalingsachterstand ontstaat en het moment waarop deze bij BKR wordt aangemeld, varieert van twee tot vier maanden. Bij hypotheken is dit na drie maanden. Officieel heet het melden van een achterstand een 'Achterstandsmelding'. In de gegevens over de consument is deze zichtbaar met een 'A' bij het betreffende krediet. Een achterstand wordt altijd geregistreerd, ongeacht de hoogte van de achterstand.
Heeft de consument de achterstand ingelopen, dan is dit ook zichtbaar bij het BKR. Een 'H' van Herstel bij de betreffende overeenkomst geeft dit aan. De 'H' wordt alleen vermeld als de overeenkomst doorloopt. Als de consument de achterstand heeft ingelopen en daarmee de overeenkomst heeft beëindigd, wordt een einddatum bij de overeenkomst geplaatst. De 'A' van Achterstand blijft met de einddatum zichtbaar bij de betreffende overeenkomst. Vijf jaar na de einddatum verdwijnen de gegevens over de beëindigde overeenkomst automatisch uit het bestand, dus ook de 'A'.
| BKR-code | Omschrijving |
| -------- | --- |
| A        | Achterstandsmelding: op een lening is een achterstandsmelding gegeven door de kredietgever.                                              |
| H        | Herstel: een lening met achterstandsmelding (code A) krijgt code H zodra de betalingsachterstand is ingelopen.                           |
| 1        | er is sprake van een geregistreerde betalingsachterstand waarbij inmiddels een regeling getroffen is voor de nog openstaande lening.     |
| 2        | het nog openstaande gedeelte van de lening is opeisbaar gesteld. Dit betekent dat de lening uit handen is gegeven aan een incassobureau. |
| 3        | tweehonderd vijftig euro of meer is op de schuld afgeboekt.                                                                              |
| 4        | degene die de lening is aangegaan is voor de kredietgever onbereikbaar.                                                                  |
| 5        | Er is een preventieve betalingsregeling getroffen voor een hypotheek. Deze code is van tijdelijke aard.                                  |

De bij BKR aangesloten kredietgevers zijn verplicht om de consument vooraf te waarschuwen dat zij een achterstandsmelding bij BKR zullen doen als er voor een bepaald tijdstip niet betaald wordt. Bij de BKR-code 1, 2, 3 en 4 is de kredietgever niet verplicht om vooraf te berichten over hun BKR-melding.
Belangrijk om te weten is dat ieder krediet nadat dit is afgelost, nog 5 jaar vermeld blijft in het CKI. Diverse banken hanteren als stelregel dat een consument niet meer dan 6 vermeldingen in BKR mag hebben om nog voor financiering in aanmerking te komen. Een roodstand, een creditcard of een koop op afbetaling zorgen ook voor een vermelding.
Het kan voorkomen dat een consument van bank wisselt en de registratie van een reeds afgelost doorlopend Krediet bij het BKR blijft staan. Het is daarom verstandig bij het overstappen naar een andere bank de BKR-registratie op te vragen.
Zaken als inkomen, huurschuld, belastingschuld of onbetaalde rekeningen bij het energiebedrijf staan niet geregistreerd. Ook studiefinancieringen van de Dienst Uitvoering Onderwijs (DUO) worden niet door BKR geregistreerd.
Burgers kunnen hun negatieve BKR registratie aanvechten. Voorwaarde daarvoor is dat de schulden zijn afgelost en de financiën gedurende langere tijd op orde zijn. Dit aanvechten van de BKR-registratie kan via de kredietverstrekker die de BKR-registratie heeft genoteerd, een bedrijf dat gespecialiseerd is in BKR-registraties verwijderen of via de klachtencommissie Kifid. Kredietverstrekkers hebben vier weken de tijd om te reageren op een verzoekschrift . Indien haast geboden is, kan de rechtbank ingeschakeld worden.

## Inzage
Burgers kunnen inzage vragen in hun dossier en, zo nodig, een verzoek bij de kredietverstrekker indienen om dit te laten corrigeren. Daarnaast kunnen ze navragen welke instellingen in de afgelopen twaalf maanden het dossier hebben opgevraagd. Als zou blijken dat het dossier ten onrechte is opgevraagd dan wordt een boete opgelegd aan de betreffende instelling. Vaak is een afgewezen lening voor de consument aanleiding om inzage op te vragen. Per jaar vragen ruim 100.000 consumenten hun eigen gegevens op. Inzage is gratis, en kan – op papier of online – worden opgevraagd. Dit komt door de invoering van de AVG. Inzage kan via de website van BKR. 
Het CKI bevat geen gegevens die duidelijk maken hoeveel een persoon maandelijks aan aflossing van een lening kan betalen, hoogstens bevat het een mogelijke indicatie hiervoor. Daarnaast zijn zaken als hypotheken, huurschulden, schulden bij het energiebedrijf, en andere betalingsachterstanden niet in het Centraal Krediet Informatiesysteem van BKR opgenomen. Er waren plannen om zulke gegevens te gaan registreren, zodat beter aan het oorspronkelijke doel van BKR – het tegengaan van overcreditering – kon worden voldaan, maar dit bleek in strijd met de privacywetgeving te zijn.